# Herbert Lange
Herbert Lange (ur. 29 września 1909 w Menzlinie, zm. 20 kwietnia 1945 pod Bernau) – niemiecki zbrodniarz wojenny, założyciel i pierwszy komendant obozu zagłady Kulmhof.

## Życiorys
Urodził się na Pomorzu (w Menzlinie), bez powodzenia studiował prawo, do NSDAP i SA wstąpił w 1932 (w 1933 stał się także członkiem SS). Lange pracował następnie w niemieckiej policji, zostając podkomisarzem w 1935. Brał aktywny udział w tzw. akcji T4 (likwidacji osób niepełnosprawnych i inwalidów w Rzeszy). 9 listopada 1939 został skierowany do służby w okupowanej Polsce.
Sonderkommando Lange ponosi odpowiedzialność za śmierć co najmniej 6219 polskich i niemieckich pacjentów szpitali psychiatrycznych, głównie na terenie ówczesnego Kraju Warty w tym m.in.:
- Wojewódzki Szpital dla Nerwowo i Psychicznie Chorych Dziekanka – 1201 pacjentów,
- Zakład Psychiatryczny w Owińskach – 1100 pacjentów,
- Szpital Psychiatryczny w Kościanie – ponad 1000 niemieckich i 600 polskich pacjentów,
- Szpital im. dr. J. Babińskiego w Łodzi – 692 pacjentów,
- Dom Starców w Śremie – 126 osób,
- Szpital Psychiatryczny w Warcie – 792 pacjentów.

Był również odpowiedzialny za mord na kilku tysiącach Żydów w Lesie Krążel w gminie Kazimierz Biskupi oraz w Lesie Rudzickim.
W 1941 Lange otrzymał zadanie wybudowania pierwszego obozu zagłady, który umiejscowiono w Chełmnie nad Nerem (niem. Kulmhof) w tzw. Warthelandzie (Kraju Warty, utworzonym z części okupowanych ziem polskich). Obóz przeznaczony był głównie do eksterminacji polskich Żydów z Wielkopolski i ziemi łódzkiej (mordowano w nim także Żydów z Europy Zachodniej), a rozpoczął działalność 8 grudnia 1941. Lange, wykorzystując swoje doświadczenia z akcji T4, wprowadził metodę zabijania tlenkiem węgla pochodzącym ze spalin samochodów ciężarowych w tzw. mobilnych komorach gazowych. W sumie w Chełmnie zamordowano ok. 250–340 tysięcy ludzi. Lange pełnił funkcję komendanta obozu do wiosny 1942 (zastąpił go Hans Johann Bothmann) i jest odpowiedzialny za śmierć dziesiątek tysięcy ludzi.
W 1942 został przeniesiony do RSHA, do pracy w Kripo (hitlerowskiej policji kryminalnej). Jego przełożonym był Arthur Nebe, a Lange pełnił służbę jako radca kryminalny (tzw. Kriminalrat). Następnie odegrał znaczną rolę w poszukiwaniu i aresztowaniu członków zamachu na Hitlera, który miał miejsce 20 lipca 1944, za co otrzymał awans na SS-Sturmbannführera (odpowiednik majora). Herbert Lange zginął w walce z oddziałami radzieckimi podczas bitwy o Berlin 20 kwietnia 1945.